# 特許請求の範囲
特許請求の範囲（とっきょせいきゅうのはんい、英: patent claim あるいは単に claim クレーム）は、特許を受けようとする発明を特定するための事項の記載、またはその事項を記載した書類である。その記載が特定する発明について特許が与えられるべきか否かの審査が行われ、特許発明の技術的範囲がその記載に基づいて定められる。
特許を受けようとする一または複数の発明を箇条書きにした形式をとり、箇条書きの各項目は請求項（せいきゅうこう）と呼ばれる。各項目には番号が振られ、「請求項1」、「請求項2」などと参照される。請求項には名詞句として発明が記載される。
特許請求の範囲および請求項という用語は日本の特許法のものである。特許協力条約（PCT）における請求の範囲（claims）および請求の範囲（claim）に対応する。日本の特許法における特許請求の範囲または請求項も、「クレーム」または「クレイム」と呼ばれることがある。この呼び方は、特許請求の範囲の記載をWhat is claimed is:で始めていた米国の伝統的な特許実務に由来する。
日本の実用新案法における実用新案登録請求の範囲（じつようしんあんとうろくせいきゅうのはんい）は、実用新案登録を受けようとする考案を特定するための事項の記載、またはその事項を記載した書類であり、特許法における特許請求の範囲に対応する。実用新案登録請求の範囲の箇条書きの各項目は、請求項と呼ばれる。

## 意義
特許の出願人は、特許を受けようとする発明を明細書において詳細に説明しなければならない。しかし、明細書の記載からは、出願人が特許を受けようとする発明が必ずしも明らかにならない。
例えば、新しい触媒の発明の明細書には、その触媒の成分、その触媒の製造方法、その触媒を利用して目的物を生産する方法、その触媒を利用するときの反応装置、など複数の発明が記載されることになる。このうちのどの発明について出願人が特許を受けようとしているのかは、明細書から必ずしも明らかにならない。また、ある装置の発明の明細書には、その装置の構造が詳細に説明され、その装置の部品としてつるまきバネを用いるという記載があるとすると、つるまきバネは単なる例示であってゴムひもで代用できるものであるのか、つるまきバネを用いる点が発明の重要なポイントであるのかは、明細書から必ずしも明らかにならない。
出願人が特許を受けようとする発明が明示されないと、特許権の効力がどこまで及ぶかについて争いが生じやすく、出願人つまり特許権者にとっても、第三者にとっても、不利益である。
そこで、出願人が特許を受けようとする発明を明示する書類として、特許請求の範囲が必要となる。

## 分類

### 物クレーム・方法クレーム・使用クレーム
物の発明を特定する事項を記載した請求項を物クレーム（ものクレーム、product claim）、方法の発明を特定する事項を記載した請求項を方法クレーム（process claim）などという。
物クレームであるのか方法クレームであるのか明確でない請求項は、後述の「明確性要件」に違反するとして特許を受けることができないことが多い。物の発明であるか方法の発明であるかによって、特許権の効力が異なり得るからである。
使用クレーム（use claim）は、特定の物質を特定の目的で使用することを発明（用途発明）したときに記載することがあるクレームである。例えば、クエン酸シルデナフィルという物質自体は従来（狭心症の治療薬として）知られているとして、それがまったく別の目的（ED治療薬として）使用できることを発見したとき、「クエン酸シルデナフィルのED治療薬としての使用」というクレームを書いたとすれば、これは使用クレームである。
日本の特許制度では、発明は物の発明か方法の発明かのいずれかであることを前提にしているので（例えば特許法1条2項や101条参照）、使用クレームは方法の発明の一種として解釈される。上記の例の場合でいえば、「クエン酸シルデナフィルのED治療薬としての使用」は、「クエン酸シルデナフィルをED治療薬として使用する方法」と解釈される。

### 独立請求項と従属請求項
請求項は、それより前に記載した他の請求項を引用して記載することができる。他の請求項を引用して記載した請求項を、引用形式の請求項、従属請求項、従属項、従属請求の範囲（dependent claim。PCT規則6.4を参照。）などという。他の請求項を引用しない請求項を独立請求項、独立項,
独立請求の範囲（independent claim）などという。
特許請求の範囲の最初に記載される「請求項1」は、必ず独立請求項である。以下の例の請求項3のように、引用請求項をさらに引用する請求項や、複数の請求項を択一的に引用する請求項も認められる。（複数の請求項を択一的に引用する請求項を認めていない国もある。）

【請求項１】Ａを備える装置

【請求項２】さらにＢを備える請求項１に記載の装置

【請求項３】さらにＣを備える請求項１または請求項２に記載の装置

この例の場合、請求項2は「ＡおよびＢを備える装置」を、請求項1を引用することによって簡潔に書いたものである。請求項3は、「ＡおよびＣを備える装置」または「Ａ、Ｂ、およびＣを備える装置」を請求項1または2を引用することによって簡潔に書いたものである。

### 開放クレームと閉鎖クレーム
アメリカ合衆国の特許法において、開放クレーム（かいほうクレーム、open claim）とは、特許を受けようとする発明を、列挙した要素を有するすべてのものとする請求項をいう。列挙した要素を有し、それ以外の余計な要素を有するものは、その発明に含まれる。「X comprising A, B, and C」、「X including A, B, and C」、「X containing A, B, and C」、または「X having A, B, and C」と記載することによって、「A、B、およびCを含むX」という開放クレームを作成できる。
また、閉鎖クレーム（へいさクレーム、closed claim）とは、特許を受けようとする発明を、列挙した要素のみからなるものに限る請求項をいう。列挙した要素を有し、それ以外の余計な要素を有するものは、その発明に含まれない。「X consisting of A, B, and C」または「X composed of A, B, and C」と記載することによって、「A、B、およびCのみからなるX」という閉鎖クレームを作成できる。
通常はもっぱら開放クレームが用いられる。

### マーカッシュ・クレーム
マーカッシュ・クレーム（マーカッシュ形式の請求項、Markush claim）は、発明を特定するために選択肢を用いる請求項である。等価な機能を有する複数の物質のいずれもがその発明に利用し得ることを示すために、化学や薬学の分野の発明によく使われる。
例えば、

酢酸、プロピオン酸、酪酸からなる群より選択される一のカルボン酸と、エチルアルコール、プロピルアルコール、ブチルアルコールからなる群より選択される一のアルコールと、から形成されるエステル

という請求項がマーカッシュ・クレームにあたる。この場合、カルボン酸とアルコールの合計9種類の組み合わせのエステルすべてについて特許を請求することになる。

### プロダクト・バイ・プロセス・クレーム
プロダクト・バイ・プロセス・クレーム（product-by-process claim）は、物の発明をその製造方法によって特定しようとする請求項である。例えば、化学の分野において、今まで知られていなかった有用な薬剤を発明したが、その薬剤の成分や化学構造を決定できず、その薬剤を製造方法によって特定するほかない場合に用いられる。プロダクト・バイ・プロセス・クレームは、方法クレームではなく、物クレームである。
範囲の解釈に、同じ物ならば製法に違いがあっても含める「物同一説」と、同じ製法の物だけに限定する「製法限定説」があり、日本では従来確定していなかった。2015年6月5日の最高裁判所判決（平成24年（受）1204号、同2658号）により、「物として特定することが不可能または非実際的である事情があると判断できるとき」（上の例など）を例外（解釈は物同一説による）として、発明が明確でないとの拒絶・無効理由があるとされ、特許庁ではこれを考慮した審査を実施している。

### 除くクレーム
除くクレーム（のぞくクレーム）は、「A（Bを除く。）」という記載によって、発明を特定するための事項Aのうちから、特定の事項Bに該当するものを除くことを明示する請求項である。
除くクレームが用いられるのは、特定の事項を除かないと特許を受けることができない場合である。
- 陽イオンとしてナトリウムイオンを含有する無機塩（ただし、炭酸ナトリウムを除く。）を主成分とする鉄板洗浄剤（炭酸ナトリウムを主成分とする鉄板洗浄剤は出願前に知られていたので、これを除外する必要がある。）
- 配列番号1で表されるDNA配列からなるポリヌクレオチドが体細胞染色体中に導入され、かつ該ポリヌクレオチドが体細胞中で発現している哺乳動物（ヒトを除く。）（ヒトについて特許を受けることはできないので、ヒトを除外する必要がある。）

### 数値限定クレーム
数値限定クレーム（すうちげんていクレーム）は、その発明についての何らかの量の測定値が属する範囲を特定することによって、特許を受けようとする発明を特定する請求項である。例えば、「JIS K6253に規定されるタイプAデュロメータにより測定される硬さが30度以上40度未満である合成樹脂により形成される消しゴム」という請求項がこれにあたる。
特許の出願人が自己で定義した量の測定値によって特許を受けようとする発明を特定する数値限定クレームもある。例えば、「……によって定義される柔らかさ指数の値が70以上である表面を有する肌着」といったものである。

### 機能的クレーム
機能的クレーム（きのうてきクレーム）は、物の発明やその一部分を、その静的な構造によって特定するのではなく、その動的な機能によって特定する請求項である。
例えば、「第1の空間と第2の空間との間に、2枚の平行な金属板間に発泡ポリウレタン樹脂を充填して形成された壁部を有し、……」と記載するかわりに、「第1の空間と第2の空間とを熱的に遮断する断熱部材を有し、……」と記載した請求項は、機能的クレームである。

### 願望クレーム
願望クレーム（がんぼうクレーム）は、実務家の間に通用する俗語で、発明者の願望を記載した請求項である。特に、その願望を実現するための具体的な手段や方法が明細書の発明の詳細な説明に記載されていないときにいう。例えば、「いつも一定の半熟を実現することができる半熟ゆで卵の製造方法」という請求項は願望クレームである。
願望クレームについては、発明が明確でない、発明の具体的な手段や方法が明細書に記載されていない、などの理由で特許を受けることができないことが多い。

### チャレンジクレーム
チャレンジクレームは、実務家の間に通用する俗語で、「だめもと」のチャレンジ精神で審査を受ける、限定の少ない広いクレームを意味する。
日本の特許制度では、審査官による拒絶査定が出る前には必ず「拒絶理由通知書」が出され、特許請求の範囲等を補正する機会が与えられるが、特許査定が出る前には特段の通知がないところ（これに対して、欧州特許庁は、特許査定を出す前にCommunication about intention to grant a European patentという通知をする運用を行っている。）、特許査定後は特許請求の範囲等を補正することができない（しかも、かつては特許査定後の分割出願もできなかった。）。したがって、ある日突然特許査定を受けて、もっと限定の少ない、広いクレームで特許を受けることができたことに気づくが、クレームを拡張するすべがなく、後悔するということも少なくない。
そこで、請求項1には「これで特許になったら儲けもの、だめでもともと」というつもりで限定の少ないクレームを記載し、審査官の「拒絶理由通知書」の内容を検討しつつ、特許を受けることができる最小限の限定を追加したクレームに補正するという慣行も、一部で行われている。この際、どの程度に構成を追加すれば特許を受けることができるかを探るために、請求項2は請求項1に少しだけ限定を加えたもの、請求項3は請求項2をさらに肉づけしたもの、などのように広いものから狭いものまで複数の請求項を記載しておき、審査官が「拒絶理由通知書」の中で「請求項3以下については拒絶の理由がない」などと示したり、一部の請求項について説得力に欠ける拒絶理由を記載したりしたことなどをふまえて、特許請求の範囲の補正を検討するのが一般的である。

## 解釈
他人が製造する物や他人が実行する方法が特許権者の特許を侵害しているか否かを判断するために、特許請求の範囲の記載を解釈して、特許発明の技術的範囲を定める。その際の原則として、権利一体の原則がある。また、日本を含む多くの国では、均等論を認めている。

### 権利一体の原則
権利一体の原則（けんりいったいのげんそく、all elements rule）は、特許発明の技術的範囲は、特許請求の範囲に記載されたすべての構成を備えた物または方法のみに限られるとする原則である。
例えば、

天板と、天板の四隅にそれぞれ設けられた4本の脚と、を有するテーブルであって、それぞれの脚の先端に設けられたゴム製の滑り止めを有することを特徴とするテーブル

という特許請求の範囲の記載があったとすると、権利一体の原則が主張するのは、この各構成
- （構成A）天板
- （構成B）天板の四隅にそれぞれ設けられた4本の脚
- （構成C）それぞれの脚の先端に設けられたゴム製の滑り止め

をすべて兼ね備えた（構成D）テーブルにしか、特許権の効力が及ばない、ということである。したがって、特許権者が自分の発明の特徴を「それぞれの脚の先端に設けられたゴム製の滑り止め」と認識していたとしても、この特許権の効力は、「ゴム製の滑り止めを有する三脚テーブル」や「ゴム製の滑り止めを有する4本脚の椅子」には及ばない。「ゴム製の滑り止めを有する三脚テーブル」は構成Bを持たず、「ゴム製の滑り止めを有する4本脚の椅子」は構成Dを持たないからである。
なお、特許請求の範囲に記載されたすべての構成を備え、その他余分な構成を有する物または方法は、特許発明の範囲に含まれる。上記の例で言えば、構成A、B、Cを備え、さらに「引き出し」を有するテーブルは、特許発明の範囲に含まれる。ただし、出願人が「のみを含む」や「consisting of」という表現を使用して閉鎖クレームとした場合は、この限りではない。

### 均等論
均等論（きんとうろん）は、特許発明の技術的範囲には、特許請求の範囲の記載どおりのものだけでなく、その均等物（等価物）が含まれるとする考え方である。
上記のテーブルの例で言えば、「ゴム製の滑り止めを有する三脚テーブル」は、構成Bの4本脚ではなく、3本脚を持っているが、脚の本数が4本か3本かは発明の本質的部分ではなく、4本脚を3本脚にすることは容易なのだから、「ゴム製の滑り止めを有する三脚テーブル」は特許発明の範囲に含まれる、とするのが均等論の考え方である。

## 記載要件
特許請求の範囲の記載要件（きさいようけん）は、特許請求の範囲の記載が充足しなければならない要件である。一般的に、サポート要件と明確性要件の二つがある。特許請求の範囲の記載が記載要件を満たしていないと、特許を受けることができなかったり、特許が無効になったりする。

### サポート要件
サポート要件（サポートようけん、裏付け要件）は、特許請求の範囲に記載する特許を受けようとする発明は、明細書の発明の詳細な説明に記載されたものでなくてはならない、とする要件である。つまり、特許請求の範囲の記載は、明細書によってサポートされ、裏付けられていなければならない。
これは、自己の発明の詳細を公開した者に対して一定期間の独占の権利を認めるという特許制度の原則（公開代償説）に由来する要件である。すなわち、特許請求の範囲には記載されているが、明細書には記載されていない発明を独占させることは、公開していない発明に対して独占権を与える結果となり、妥当でないことによる。

### 明確性要件
明確性要件（めいかくせいようけん）は、特許請求の範囲の記載は明確でなくてはならない、とする要件である。曖昧な特許請求の範囲の記載は、特許請求の範囲の解釈をめぐる紛争の元凶となるからである。

## 日本
日本の特許法では、特許請求の範囲は、明細書および必要な図面とともに、特許を受けようとする者が願書に添付して特許庁長官に対して提出しなければならない書類の一つである（特許法第36条第2項）。
特許を受けた後は、特許請求の範囲は、明細書および図面とともに、特許登録原簿の一部とみなされる（特許登録令第9条第2項）。そして、特許権者が他者の実施を排除できる技術の範囲、すなわち特許発明の技術的範囲は、願書に添付した特許請求の範囲の記載に基づいて定められる（特許法第70条第1項）。
特許請求の範囲は以下のように記載する必要がある（特許法三十六条５項）が、訓示的規定であり、拒絶理由とはならない。
- 請求項に区分して、各請求項ごとに特許出願人が特許を受けようとする発明を特定するために必要と認める事項のすべてを記載しなければならないが、一の請求項に係る発明と他の請求項に係る発明とが同一である記載となることを妨げない。

さらに以下を満たさねばならない（特許法三十六条６項１～４号）：
- 特許を受けようとする発明が発明の詳細な説明に記載したものであること（サポート要件）
- 特許を受けようとする発明が明確であること（明確性要件）
- 請求項ごとの記載が簡潔であること
- その他経済産業省令で定めるところにより記載されていること

最後の「その他経済産業省令で定めるところ」として、特許法施行規則二十四条の三に以下が定められている：
- 請求項ごとに行を改め、一の番号を付して記載しなければならない。
- 請求項に付す番号は、記載する順序により連続番号としなければならない。
- 請求項の記載における他の請求項の記載の引用は、その請求項に付した番号によりしなければならない。
- 他の請求項の記載を引用して請求項を記載するときは、その請求項は、引用する請求項より前に記載してはならない。

特許請求の範囲は、以下の様式（様式第二十九の二）により作成しなければならない（特許法施行規則二十四条の四）

## 欧州
欧州の特許法では、欧州特許出願には請求の範囲（claims）が必要とされる（欧州特許条約第78条(1)）。請求の範囲には明確性要件とサポート要件が求められる（欧州特許条約第84条）。

## 特許協力条約
特許協力条約第6条には、請求の範囲には保護が求められている事項を明示すること、請求の範囲は明確かつ簡潔に記載すること、請求の範囲は明細書により十分な裏付けをすること（サポート要件）が定められている。
特許協力条約に基づく規則（PCT規則）の第6規則には、条約第6条の要件を展開した規則、および、番号の付け方や他の請求項の引用方法などの形式に関する規則が定められている。

## 関連記事
- 均等論
- 明細書 (特許法)